# Pemikan
Pemikan je mešanica loja, suhega mesa in včasih posušenih jagod. Kalorično bogato živilo se lahko uporablja kot ključna sestavina v pripravljenih obrokih ali uživa samostojno brez kuhanja. Izumili so ga ameriški staroselci.
Pemikan so Evropejci, ki so se ukvarjali s trgovino s krznom in pozneje raziskovalci Arktike in Antarktike hitro sprejeli kot visokoenergijsko živilo. Med njimi so bili Kapitan Robert Bartlett, Ernest Shackleton, Richard E. Byrd, Fridtjof Nansen, Robert Falcon Scott, George W. DeLong, Robert Peary, Matthew Henson in Roald Amundsen.

## Sestavine
Pemikan so tradicionalno izdelovali iz mesa, ki je bilo takrat na voljo: meso velike divjadi, kot so bizon, jelen, srnjak ali los, pa tudi ribe, kot je losos, in manjša divjad, kot je raca,  medtem ko sodobni pemikan vključuje tudi govedino. Meso se posuši in seseklja, preden se zmeša s topljeno živalsko maščobo (loj). Lahko se doda suho sadje: brusnice, jagode in celo borovnice, češnje, aronije in ribez — skoraj izključno za obredne in poročne pemikane.
Tradicionalno je bilo meso narezano na tanke rezine in sušeno na počasnem ognju ali na žgočem soncu, dokler ni postalo trdo in krhko. Za 1 lb (450 g) suhega mesa, primernega za pemikan, je potrebno približno 5 lb (2.300 g) mesa. Suho meso je bilo nato raztreseno po strojeni živalski koži, pritrjeni na tla, kjer so ga tolkli z mlatili ali zmleli med dvema velikima kamnoma, dokler se ni spremenil v zelo majhne koščke, skoraj v prah.
Pretlačeno meso so pomešali s stopljeno maščobo v masnem razmerju približno 1:1. Običajno je stopljena maščoba loj. V nekaterih primerih so suho sadje, kot so borovnice, aronije, brusnice ali saskatoon jagode, strli v prah in nato dodali mešanici mesa in maščobe. Nastalo mešanico so nato zapakirali v vrečke iz surove kože za shranjevanje, kjer se je ohladila, nato pa strdila v pemikan.
Danes nekateri ljudje svoj pemikan shranjujejo v steklenih kozarcih ali pločevinastih škatlah. Rok uporabnosti se lahko razlikuje glede na sestavine in pogoje shranjevanja. Pri sobni temperaturi lahko pemikan na splošno zdrži od enega do petih let, obstajajo pa tudi anekdote, ki pričajo o pemikanu, shranjenem v hladnih kleteh, ki je bil varen za zaužije tudi po desetletju ali še več.